# Ryder Cup 1959
Ryder Cup 1959 var den 13:e upplagan av matchspelstävlingen i golf som spelades mellan USA och Storbritannien. 1959 års match spelades den 6–7 november på Eldorado Golf Club i Indian Wells, Kalifornien. Storbritannien var titelförsvarare efter att år 1957 ha vunnit på Lindrick Golf Club i England, men USA stod som slutsegrare med klar poängmarginal, 8½ - 3½. Den stora segern kan delvis bero på att britterna hade annat i tankarna; deras plan till USA hade varit nära att krascha.

## Format
Tävlingen bestod av 12 matcher, fördelade på två dagar (fredag - lördag) och spelades enligt följande:
- Dag 1 Fyra foursome-matcher
- Dag 2 Åtta singel-matcher

Samtliga matcher spelades över 36 hål. En vunnen match ger 1 poäng, medan en oavgjord match ger ½ poäng. Laget som först når 6½ poäng har vunnit. Vid oavgjort 6-6 skulle de regerande mästarna (Storbritannien) ha behållit trofén.
Detta var sista gången som Ryder Cup spelades med detta format, i fortsättningen skulle antalet matcher komma att öka.

## Lagen
| USA                         |
| Sam Snead (spelande kapten) |
| Bob Rosburg                 |
| Julius Boros                |
| Art Wall                    |
| Mike Souchak                |
| Dow Finsterwald             |
| Doug Ford                   |
| Cary Middlecoff             |
| Jay Hebert                  |

| Storbritannien             |
| Dai Rees (spelande kapten) |
| Bernard Hunt               |
| Christy O'Connor Sr        |
| Harry Weetman              |
| Eric Brown                 |
| Ken Bousfield              |
| Peter Alliss               |
| Dave Thomas                |
| Norman Drew                |

## Resultat

### Dag 1
| Foursomes                    | Foursomes | Foursomes | Foursomes | Foursomes                     |
| ---------------------------- | --------- | --------- | --------- | ----------------------------- |
| Bob Rosburg Mike Souchak     | 5 & 4     |           |           | Bernard Hunt Eric Brown       |
| Julius Boros Dow Finsterwald | 2 upp     |           |           | Dai Rees Ken Bousfield        |
| Art Wall Doug Ford           |           |           | 3 & 2     | Christy O'Connor Peter Alliss |
| Sam Snead Cary Middlecoff    |           | lika      |           | Harry Weetman Dave Thomas     |

Efter första sessionen:
| USA | 2½ | 1½ | Storbritannien |

### Dag 2
| Singlar         | Singlar | Singlar | Singlar | Singlar          |
| --------------- | ------- | ------- | ------- | ---------------- |
| Doug Ford       |         | lika    |         | Norman Drew      |
| Mike Souchak    | 3 & 2   |         |         | Ken Bousfield    |
| Bob Rosburg     | 6 & 5   |         |         | Harry Weetman    |
| Sam Snead       | 6 & 5   |         |         | Dave Thomas      |
| Art Wall        | 7 & 6   |         |         | Christy O'Connor |
| Dow Finsterwald | 1 upp   |         |         | Dai Rees         |
| Jay Hebert      |         | lika    |         | Peter Alliss     |
| Cary Middlecoff |         |         | 4 & 3   | Eric Brown       |

Slutställning:
| USA | 8½ | 3½ | Storbritannien |